# Pterolophia papuana
Pterolophia papuana là một loài bọ cánh cứng trong họ Cerambycidae.